# BBC 알르바

BBC Alba (BBC 알바, 또는 Gaelic Digital Service)는 영국 스코틀랜드를 주 가시청권으로 하는 스코틀랜드 게일어 채널이다.
BBC Alba는 BBC 스코틀랜드와 MG Alba가 투자해 2008년 9월 18일 개국하였다. 본부는 스코틀랜드 글래스고의 퍼시픽 퀘이에 위치한 BBC 스코틀랜드 본사에 있다.
개국 당시에는 지상파 방송이 없고, 케이블과 위성으로만 볼 수 있었으며, 케이블 방송도 스코틀랜드 지역 한정이었다. 그러다 2011년 6월 11일 영국 디지털 지상파 플랫폼인 프리뷰의 스코틀랜드 지역에서 채널 8번으로 시청할 수 있게 되었다.